# Ишкинино
Ишкинино — деревня в Гайском городском округе Оренбургской области.

## География
Находится на расстоянии примерно 9 километров по прямой на запад от окружного центра города Гай.

## Климат
Климат резко выраженный континентальный. Основные черты климата: холодная суровая зима, жаркое сухое лето, неустойчивость и недостаточность атмосферных осадков. Абсолютный минимум температуры — минус 44 градуса по Цельсию. Лето жаркое, максимальная температура воздуха достигает плюс 40 градусов по Цельсию. Одна из особенностей климата- наличие большого числа дней в году с ветрами (до 275 суток) и наличие суховеев (преимущественно юго-западные ветры). Среднегодовое количество осадков составляет 220—300 мм. Снежный покров устанавливается в середине ноября и исчезает в конце апреля. Глубина промерзания грунт — 2-2,5м.

## История
Основана в начале XVIII века переселенцами из деревни Янтышево. Первоначально назывался аул Сарлай, потом Ишкина. В конце XIX века вокруг аула появились хутора украинских переселенцев. В советское время работал колхоз «Путь коммуны» и совхоз «Гай». До 2016 года входила в состав Камейкинского сельсовета Гайского района, после реорганизации обоих муниципальных образований входит в состав Гайского городского округа.

## Население
Постоянное население в 2002 году составляло 231 человек (башкиры — 92 %), 203 человека в 2010 году.